# یوبویک
یوبویک (به لاتین: Ubowice) یک روستا در لهستان است که در Gmina Wielowieś واقع شده‌است.